# Daniel Roebuck
Daniel Randall James Roebuck (nascido em 4 de Março de 1963) é um ator, escritor e produtor de TV e cinema norte-americano. Ele nasceu em Bethlehem, Pennsylvania e teve seu primeiro papel em 1981. De 1992 a 1995 ele atuou como o personagem "Cliff Lewis" no drama televisivo Matlock. Ele atuou em vários papéis como ator convidado em programas de televisão e vários pequenos papéis em filmes. Ele atuou como Mr. Banks no filme de 2003 Agent Cody Banks. Em 2005 ele atuou em Lost como o Dr. Arzt. Eles escreveu e produziu para a série Monsterama e apareceu em alguns episódios. Atualmente faz pequenas participações especiais na série Sonny With a Chance.